# São Vicente de Minas
São Vicente de Minas là một đô thị thuộc bang Minas Gerais, Brasil. Đô thị này có diện tích 392,067 km², dân số năm 2007 là 6637 người, mật độ 17,1 người/km².